# Comuna Sloboda Bolehivska, Dolîna
Sloboda Bolehivska (în ucraineană Слобода Болехівська) este o comună în raionul Dolîna, regiunea Ivano-Frankivsk, Ucraina, formată din satele Lîpa, Lujkî și Sloboda Bolehivska (reședința).

## Demografie
Componența lingvistică a comunei Sloboda Bolehivska
     Ucraineană (99,86%)
     Alte limbi (0,14%)
Conform recensământului din 2001, majoritatea populației comunei Sloboda Bolehivska era vorbitoare de ucraineană (99,86%), existând în minoritate și vorbitori de alte limbi.